# Cleptometopus armatus
Cleptometopus armatus är en skalbaggsart som först beskrevs av Jordan 1894.  Cleptometopus armatus ingår i släktet Cleptometopus och familjen långhorningar. Inga underarter finns listade i Catalogue of Life.